# Maja Simanić
Maja Simanić (ur. 8 lutego 1980) – serbska siatkarka, grająca jako rozgrywająca. Obecnie występuje w drużynie ŽOK Rijeka.